# Micrathetis subaquila
Micrathetis subaquila là một loài bướm đêm trong họ Noctuidae.